# Välijärvi (sjö i Posio, Lappland)
Välijärvi är en sjö i kommunen Posio i landskapet Lappland i Finland. Arean är 36 hektar och strandlinjen är 3,92 kilometer lång. Sjön  ingår i Kemi älvs huvudavrinningsområde.   Den ligger omkring 85 kilometer öster om Rovaniemi och omkring 700 kilometer norr om Helsingfors. 
Välijärvi ligger söder om Lehtojärvi. 